# Циге Дугума
Циге Дугума (англ. Tsige Duguma; род. 23 февраля 2001, Kamashi Zone, Бенишангул-Гумуз) — эфиопская легкоатлетка, которая специализируется в беге на 800 и 400 метров. Серебряный призёр летних Олимпийских игр 2024 года, чемпионка мира 2024 года в помещении, чемпионка Африканских игр. Участница летних Олимпийских игр 2024 года в Париже.

## Общая информация
В 2017 году, в Алжире, эфиопка стала серебряным призером на дистанции 200 метров на чемпионате Африки по легкой атлетике среди спортсменов до 20 лет.
В марте 2022 года Циге выиграла национальный чемпионат Эфиопии в помещении на дистанции 400 метров. В июле 2023 года установила новый личный рекорд на дистанции 800 метров, впервые преодолев 2-минутный барьер, показав результат 1:59,40.
В феврале 2024 года Дугума одержала победу в беге на 800 метров на турнире в Белграде, показав результат 1:59,66.
В марте 2024 года завоевала золото на чемпионате мира по легкой атлетике в помещении в Глазго в беге на 800 метров среди женщин. Стала первой чемпионкой мира в помещении среди женщин из Эфиопии в этой дисциплине.
Во второй половине марта 2024 года Дугума выиграла золото в беге на 800 метров на Африканских играх в Аккре.
На летних Олимпийских играх в Париже Циге установила личный рекорд в финале забега на 800 метров с результатом 1:57,15 и завоевала олимпийскую серебряную медаль.